# Viaduc de l’Arc
Der Viaduc de l’Arc ist eine Eisenbahnbrücke im Zuge der Schnellfahrstrecke LGV Méditerranée, eines Abschnitts der Strecke Paris–Marseille.
Sie ist benannt nach dem Fluss Arc, den sie nicht weit von dem Aquädukt von Roquefavour und rund 30 km vor dem Bahnhof Marseille-Saint-Charles überquert. Neben dem Fluss überquert sie auch die am Fluss entlang führende Departementsstraße D65 und die eingleisige Strecke von Rognac am Étang de Berre nach Aix-en-Provence.
Der Viaduc de l’Arc  wurde zwischen 1995 und 1996 erbaut und mit der Schnellfahrstrecke 2001 dem Verkehr übergeben. Die vom Bureau Greisch und dem Architekten Bruno Gaudin entworfene zweigleisige Fischbauchbrücke ist 308 m lang und mit den großen Widerlagern 416 m lang. Sie besteht aus sieben jeweils 44 m langen stählernen Fischbauchträgern und einer 14,30 m breiten Fahrbahnplatte aus Stahlbeton, die von sechs 15 bis 20 m hohen Stahlbetonpfeilern getragen werden. Die Verbindung zwischen den Fischbauchträgern wird durch schräge Streben verstärkt und versteift.